# Буревєстник (Богородський район)
Буревєстник (рос. Буревестник) — селище в Богородському районі Нижньогородської області Російської Федерації.
Населення становить 3219 осіб. Входить до складу муніципального утворення Доскинська сільрада.

## Історія
Від 2004 року входить до складу муніципального утворення Доскинська сільрада.

## Населення
| 1999 | 2002  | 2010  |
| ---- | ----- | ----- |
| 3250 | ↘3106 | ↗3219 |